# Mandevila
Mandevila (Mandevilla) je rod rostlin z čeledi toješťovité. Jsou to liány, byliny i keře se střídavými či přeslenitými jednoduchými listy a nápadnými nálevkovitými květy nejrůznějších barev. Rod zahrnuje asi 120 druhů a je rozšířen ve Střední a Jižní Americe. Některé druhy a kultivary jsou pěstovány jako okrasné rostliny a občas jsou nabízeny pod starším jménem Dipladenia.

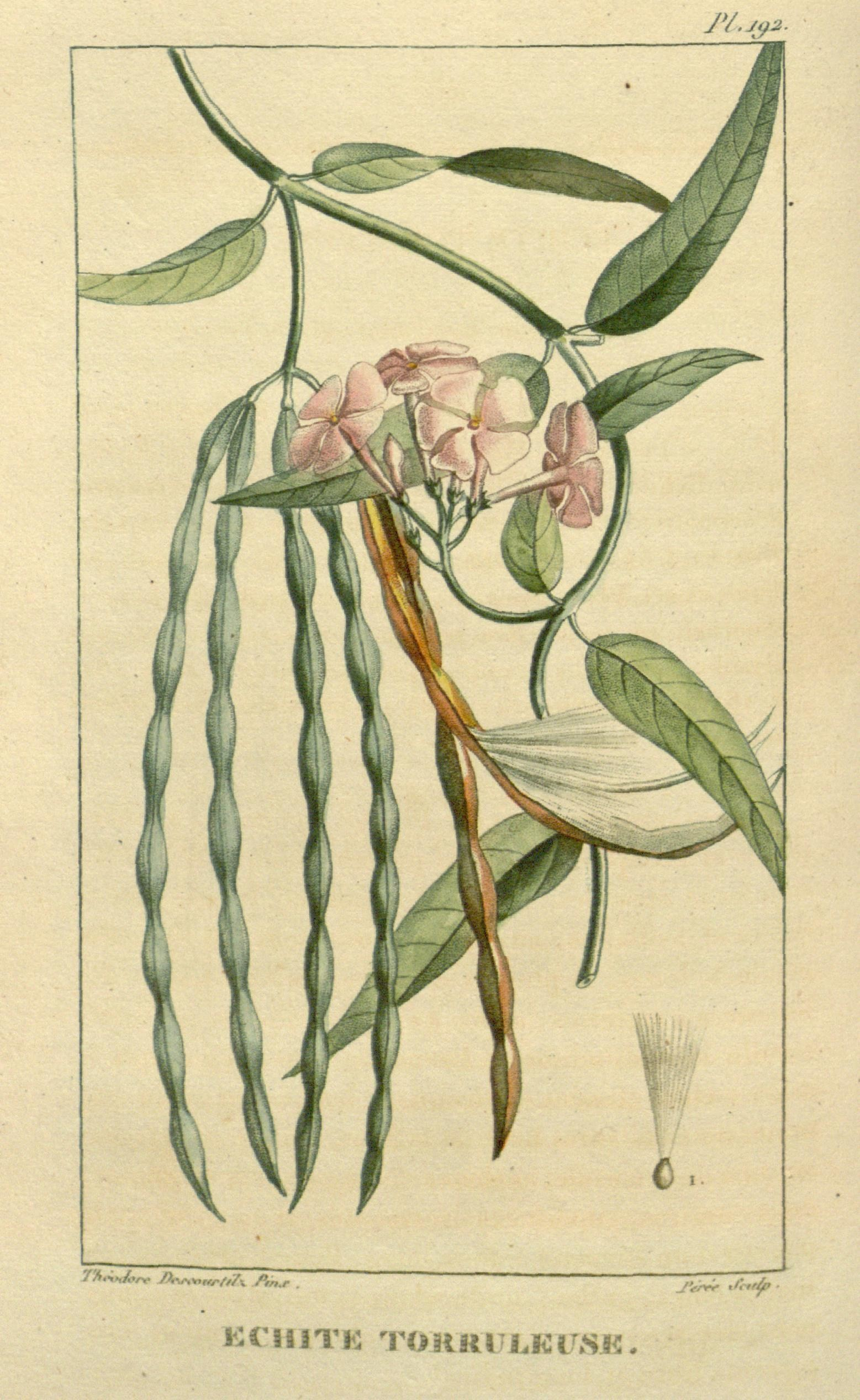
Kresba Mandevilla torosa z roku 1827

## Popis
Mandevily jsou polodřevnaté liány, keře nebo byliny ronící při poranění bílou latexovou šťávu. Stonek je ovíjivý nebo přímý. Listy jsou jednoduché, vstřícné nebo přeslenité. Na líci listů jsou často při bázi nebo podél střední žilky nahloučené žlázky. Palisty jsou redukovány na množství čárkovitých segmentů. Květy jsou velké, uspořádané v úžlabních nebo řidčeji vrcholových hroznech či vrcholících. Kalich je hluboce členěný ma 5 laloků. Koruna je bílá, žlutá, oranžová, růžová nebo purpurová, v ústí korunní trubky většinou jinak zbarvená, nálevkovitá, s tenkou korunní trubkou a zvonkovitým okrajem. Okraje korunních laloků se překrývají směrem doprava. Tyčinky mají krátké nitky a jsou zanořené v rozšířené části korunní trubky, prašníky jsou přirostlé k blizně. Gyneceum je srchní, tvořené 2 volnými semeníky obsahujícími mnoho vajíček. Čnělka je dlouhá a nitkovitá, blizna je pětiúhlá, deštníkovitého tvaru. Plodem jsou dlouhé, úzké měchýřky, obsahující podlouhlá semena.

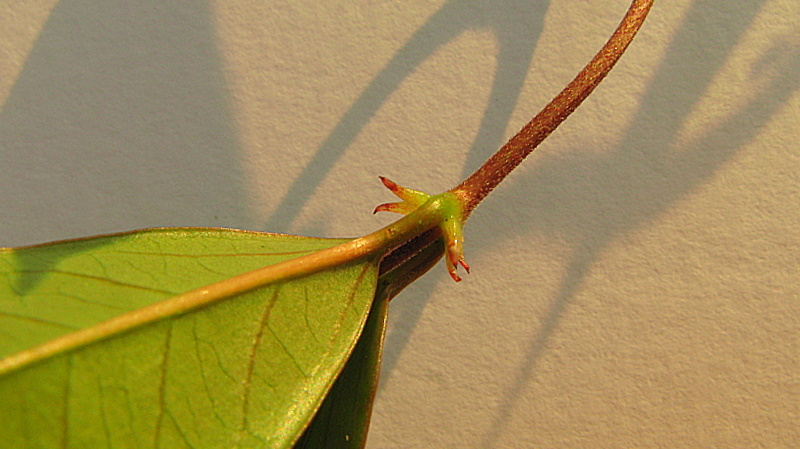
Palisty Mandevilla moricandiana
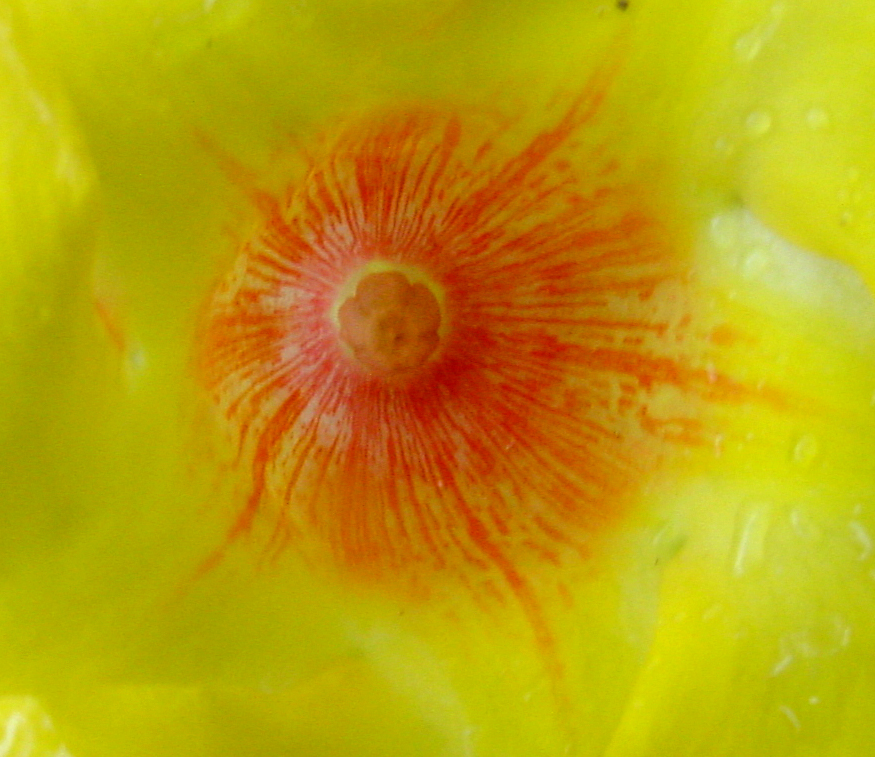
Střed květu Mandevilla scabra
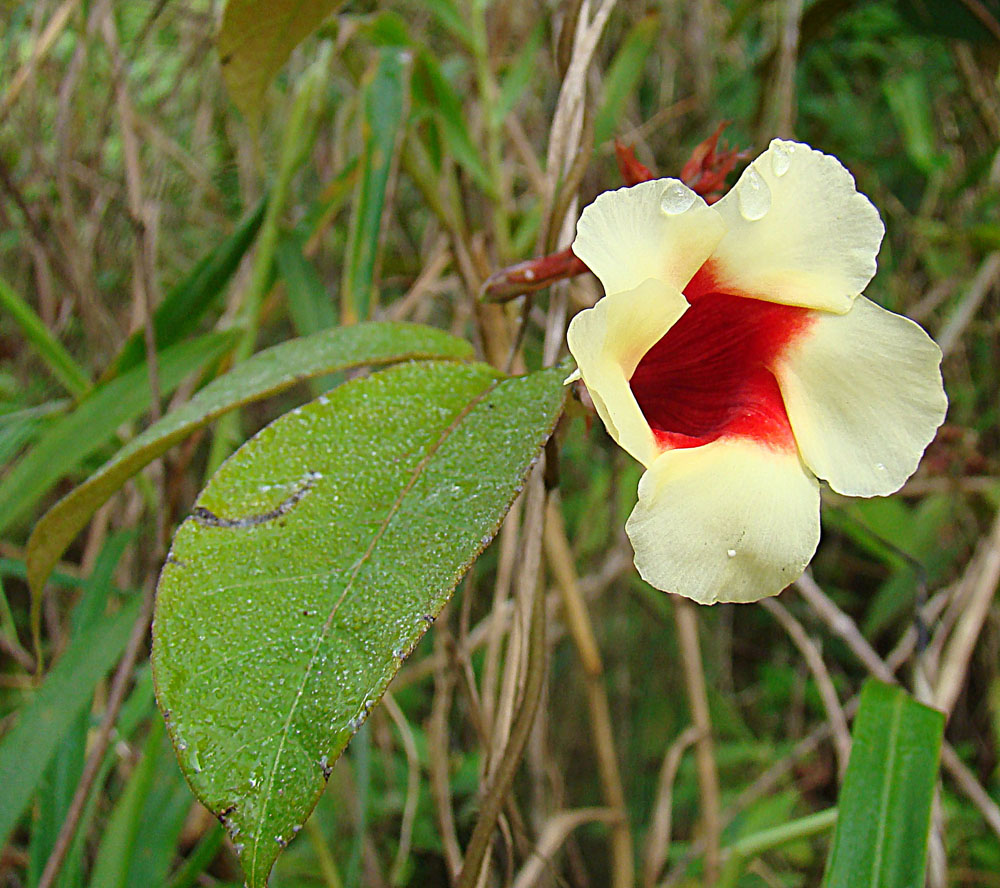
Nápadně dvoubarevný květ Mandevilla hirsuta
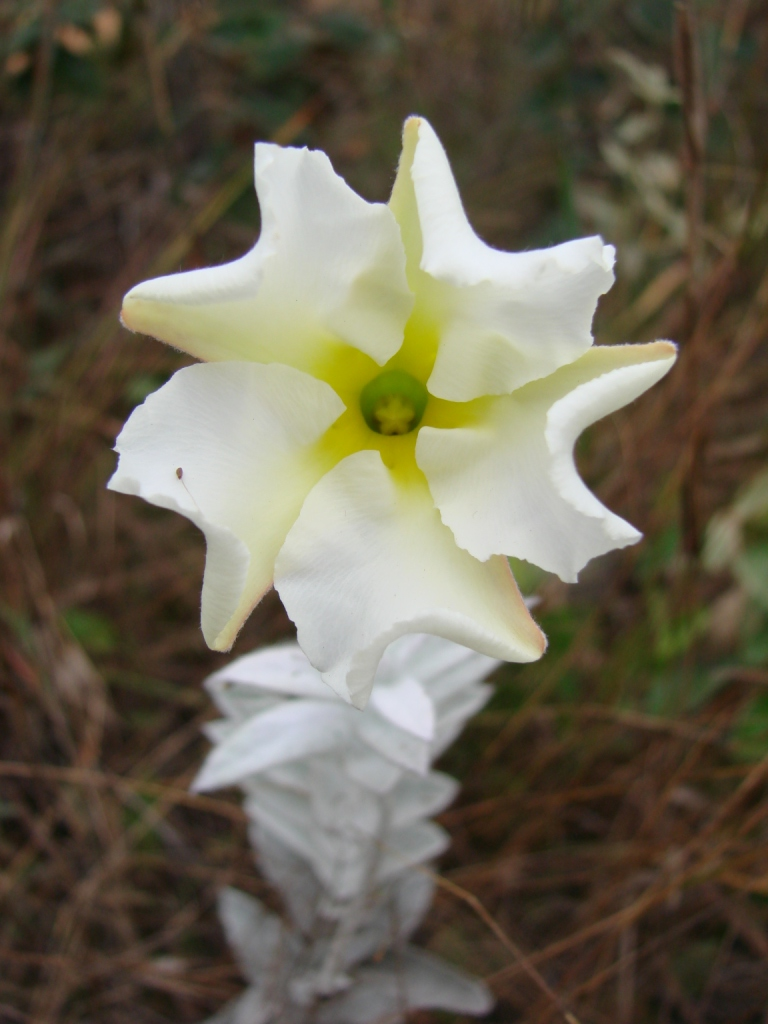
Vzpřímeně rostoucí druh Mandevilla velame z Brazílie

## Rozšíření
Rod mandevila obsahuje asi 120 druhů. Je rozšířen ve Střední a Jižní Americe od Mexika a Karibských ostrovů po Argentinu. Je to na druhy nejbohatší rod čeledi toješťovité v Latinské Americe. Největší počet druhů roste v horách východní Brazílie a v Andách.

## Taxonomie
Rod Mandevilla je v rámci čeledi Apocynaceae řazen do podčeledi Apocynoideae a tribu Mesechiteae.
Na základě molekulárních fylogenetických studií byly do rodu Mandevilla vřazeny rody dříve rozlišované rody Dipladenia, Macrosiphonia, Quiotania, Telosiphonia, Exothostemon, Laseguea, Amblyanthera, Heterothrix a část druhů z rodu Echites.

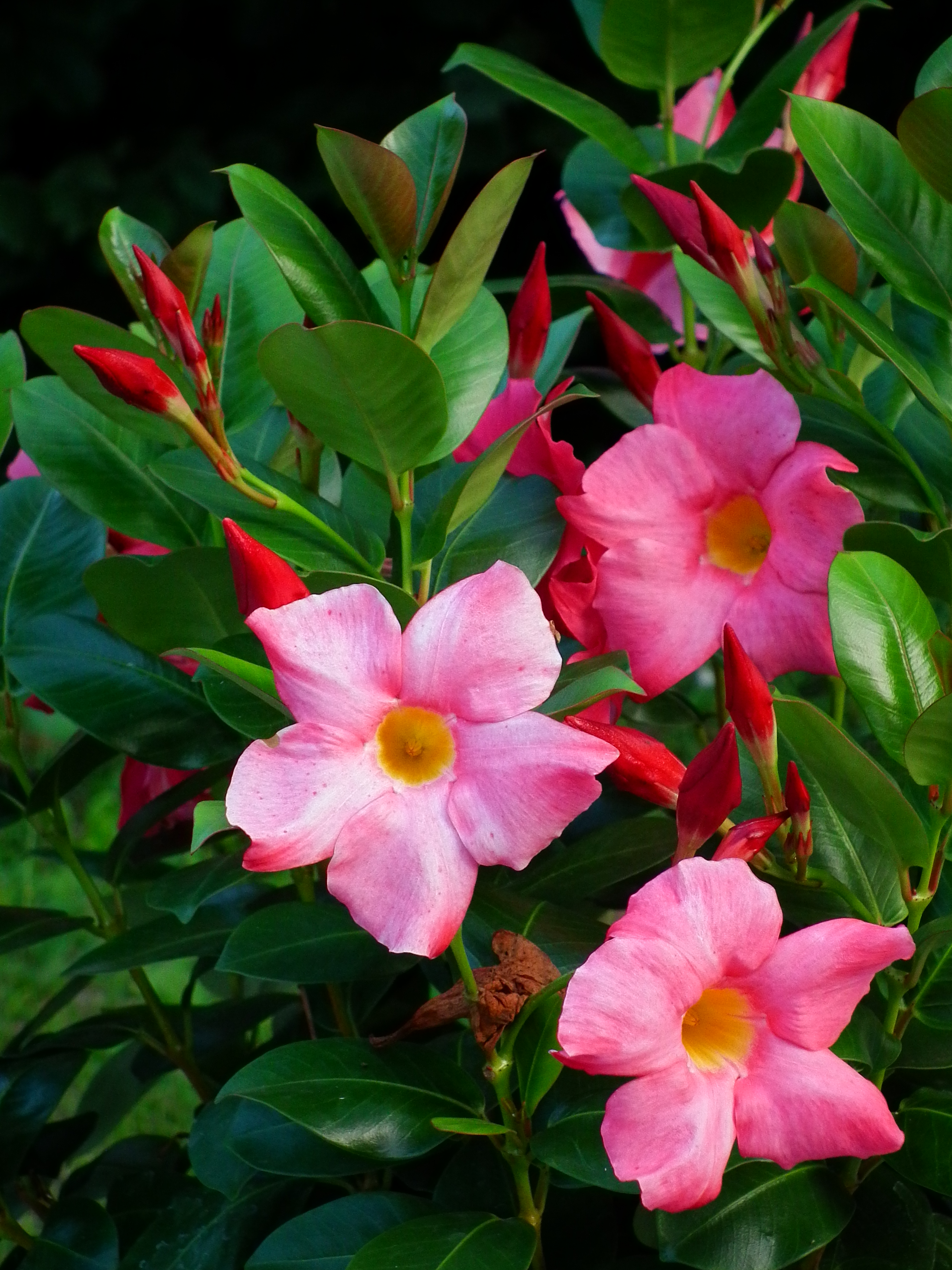
Okrasný kultivar mandevily

## Význam
Některé druhy a různé hybridy a kultivary mandevil jsou pěstovány v tropech jako okrasné rostliny. Mezi rodičovské druhy těchto hybridů náleží např. Mandevilla sanderi či Mandevilla splendens. V posledních letech se mandevily objevují i v nabídce zahradnických obchodů v České republice, někdy jsou nabízené pod starším jménem Dipladenia. Lze je úspěšně pěstovat jako pokojové, balkónové či kbelíkové rostliny. Vynikají sytě zeleným, lesklým olistěním a efektními květy v celé paletě různých barev. Nejsou mrazuvzdorné a je třeba je přezimovat na chladném světlém místě v bytě.